# Sulfure de mercure(II)
Pour les articles homonymes, voir Sulfure de mercure.
Le sulfure de mercure(II) est un composé chimique de formule HgS. Il s'agit d'un composé mercuriel solide dense (masse volumique de 8,1 g·cm-3) qui cristallise selon trois polymorphes :
- HgS α (cinabre, ou vermillon, de couleur rouge, cristallisé dans le système hexagonal, N° CAS 19122-79-3),
- HgS β (métacinabre, de couleur noire, cristallisé dans le système cubique, avec la structure de la sphalérite, N° CAS 23333-45-1),
- HgS γ (hypercinabre, cristallisé dans le système hexagonal).

Il existe aussi une forme amorphe notée α'.

## Chimie et applications
Le sulfure de mercure HgS β est obtenu par réaction directe du corps simple mercure métal avec le corps simple soufre. Ce minéral se nommait éthiops, dans le « Mémoire pour établir la surphosphorescence des corps » (1807), par M. Tissier père. Le sulfure de mercure β (métacinabre) est un semi-conducteur II-VI.
Le sulfure de mercure est obtenu par un chauffage important, à l'état de sublimé. Mais il correspond aussi chimiquement au cinabre qui est sa forme naturelle la plus fréquente, par ailleurs utilisé depuis l'Antiquité comme pigment rouge, nommé encore par les artisans vermillon ; il a cependant tendance à noircir avec le temps, en raison de la conversion progressive du HgS α, rouge vermillon, vers le HgS β, noir. 
Le cinabre est également le principal minerai de mercure métallique, qu'on extrait par chauffage dans un courant d'air (grillage) :
HgS + O2 → Hg + SO2.
Les gisements de cinabre engendrent fréquemment au niveau de leurs couches superficielles soumises à réduction du mercure natif en gouttelettes.